# Маргарита Пармская
Маргарита Пармская (нидерл. Margaretha van Parma, итал. Margherita di Parma; Маргарита Австрийская, итал. Margherita d'Austria; 5 июля 1522, Ауденарде — 18 января 1586, Ортона) — герцогиня Пармская и штатгальтер Испанских Нидерландов с 1559 по 1567 год, внебрачная дочь Карла V.

## Биография
Дочь любовницы Карла, Иоганны ван дер Гейнст, фламандки по происхождению. Воспитывалась в Брюсселе сначала при дворе своей двоюродной бабки Маргариты Австрийской, а позже — своей тетки Марии (вдовы короля Венгрии), которые были штатгальтерами Испанских Нидерландов с 1507 по 1530 и с 1530 по 1555 годы соответственно. В 1533 году с разрешения отца ей было позволено носить имя Маргариты Австрийской.

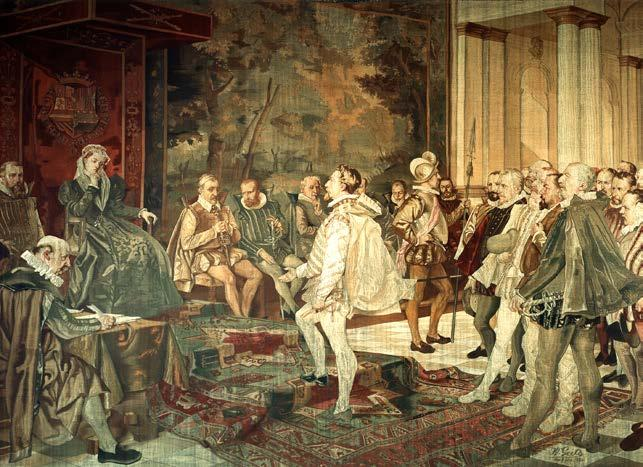
Виллем Гитс - Клятва аристократов (1884) изображает события 5 апреля 1566 года.

В 1527 году в возрасте семи лет она была помолвлена с племянником папы Климента VII, Алессандро Медичи, герцогом Флоренции, которого многие исследователи считают сыном папы. 29 февраля 1536 года они поженились, а в 1537 году Алессандро был убит. 4 ноября 1538 года она стала женой Оттавио Фарнезе, герцога Пармы, внука Папы Павла III. Жениху было в ту пору тринадцать лет, а невесте шестнадцать. Их союз был несчастливый. Маргарита родила двух мальчиков близнецов, один из которых умер во младенчестве.
Поскольку она хорошо знала нидерландские обычаи и была в курсе всего происходящего в Брюсселе, Филипп II назначил её в 1559 году штатгальтером Нидерландов, где ей поначалу помогал Гранвела. Там Маргарита столкнулась с растущим сопротивлением инквизиции и испанским деспотизмом. В августе 1567 года из Испании приехал герцог Альба, наделенный Филиппом II большими полномочиями, превратившими её должность в пустую формальность.
Маргарита оставила свой пост и вернулась к своему мужу в Италию, где и умерла в 1586 году в Ортоне. В честь неё названа спроектированная Рафаэлем вилла Мадама. Она ещё застала то время, когда её сын Алессандро стал в 1578 году штатгальтером Нидерландов.
Умерла в Ортона в 1586 году и была похоронена в церкви Сан-Систо в Пьяченца.
Изображена на бельгийской почтовой марке 1941 года.

## Дети
- Алессандро Фарнезе — штатгальтер Нидерландов.

## Художественные произведения
- Вилла Фарнезина